# Az iker (film, 1984)
Az iker (eredeti cím: Le Jumeau)  1984-ben bemutatott francia vígjáték. Főszereplő Pierre Richard kettős szerepben.
A filmnek 1995-ben Hárman párban (Two Much) címmel készült egy amerikai átdolgozása Fernando Trueba rendezésében, Antonio Banderas, Melanie Griffith és Daryl Hannah főszereplésével.

## Cselekménye
|  | Alább a cselekmény részletei következnek! |

A történetet Matthias Duval meséli el, aki szenvedélyes szerencsejátékos.
A történet elején Matthias Duval egy kártyapartiban vesz részt, amin nem csak a pénzét veszíti el, hanem a lakását és a kocsiját is. Egy kerti partin, amit a barátja tart, megismerkedik egy fiatal amerikai nővel, aki szimpatizál vele. A nőnek ikertestvére van, ezért Matthias meggondolatlanul azt mondja, hogy neki is van ikertestvére. Innentől kezdve Matthias saját magát és „ikertestvérét” alakítja. A két nőnek az „ikerpár” más-más tagja tetszik. Matthias erős dohányos, „Matthieu” ezzel szemben nem dohányzik, visszafogottan viselkedik és szemüveget hord.
A női ikerpárról kiderül, hogy gazdag örökség vár rájuk, de ehhez elhunyt nagybácsijuk végrendeletének megfelelően férjhez kell menniük, csak akkor kaphatják meg az örökséget, és ehhez kapóra jön a Duval „ikerpár”.
Duval a két nő között ingázik és ingadozik. Egy éjszaka, amikor egyedül van, a család „ügyvédje” keresi fel, akiről kiderül, hogy nem ügyvéd, csak a nők pénzére pályázik, és Duval útban van neki. Egy baleset folytán az „ügyvéd” saját magát lövi le, majd a villa lángba borul. Így „Matthieu” meghal a tűzben...
A nők Matthias-t örömmel fogadják, és testvériesen megosztoznak rajta...
|  | Itt a vége a cselekmény részletezésének! |

## Szereposztás
- Pierre Richard (Tahi Tóth László): Matthias Duval / Matthieu Duval
- Jean-Pierre Kalfon (Forgács Gábor): Ernest Volpinex, az „ügyvéd”
- Camilla More (Ónodi Eszter): Betty Kerner
- Carey More (Ónodi Eszter): Liz Kerner
- Andréa Ferréol (Borbás Gabi): Evie
- Jacques Frantz (Szombathy Gyula): Ralph, Matthias barátja
- Françoise Dorner : Marie, Ralph felesége, Matthias szeretője
- Jean-Pierre Castaldi : Charlie
- Paul Le Person : csavargó
- Isabelle Strawa : Nikki
- Jean-Claude Bouillaud : nyomozó
- Henri Labussière : polgármester
- Yves Robert : férfi a liftben (nincs a stáblistában)

## Forgatási helyszínek
- Studio d'Epinay, Epinay-sur-Seine, Seine-Saint-Denis, Franciaország

## Érdekesség
- A filmben a szereplők Concorde repülőgéppel utaznak az Egyesült Államokba, hogy gyorsan házasságot kössenek, majd visszautaznak Franciaországba.

## Fordítás
Ez a szócikk részben vagy egészben  a   Le Jumeau című francia Wikipédia-szócikk fordításán alapul.  Az eredeti cikk szerkesztőit annak laptörténete sorolja fel. Ez a jelzés csupán a megfogalmazás eredetét és a szerzői jogokat jelzi, nem szolgál a cikkben szereplő információk forrásmegjelöléseként.